# Industria de la moda
La industria de la moda abarca una amplia gama de actividades relacionadas con la producción, promoción y venta de artículos de vestimenta y accesorios. Desde sus inicios en antiguas civilizaciones hasta su evolución contemporánea, esta industria ha desempeñado un papel significativo en las economías y culturas globales. Además de proporcionar vestimenta, un requisito básico para la sociedad, la moda refleja tendencias culturales, avances tecnológicos y cambios socioeconómicos. Este artículo proporciona una visión detallada de la industria de la moda, explorando sus distintos segmentos, componentes y dinámicas.

## Historia
La historia de la industria de la moda es rica y diversa, con raíces que se remontan a siglos atrás. Desde la confección artesanal hasta la industrialización y la globalización, la moda ha experimentado cambios significativos en sus enfoques y prácticas a lo largo de los años. A lo largo de la historia, la moda ha estado influenciada por factores culturales, sociales, económicos y tecnológicos, lo que ha dado lugar a una serie de movimientos y tendencias emblemáticas.
Desde el auge de la alta costura en el siglo XIX hasta la llegada de la moda rápida en el siglo XXI, la industria de la moda ha experimentado transformaciones constantes en función de los gustos cambiantes de los consumidores y las innovaciones en diseño y producción. En las últimas décadas, la sostenibilidad y la ética también han emergido como temas cruciales, lo que ha llevado a un replanteamiento de las prácticas tradicionales en la industria.

## Segmentos de la industria
La industria de la moda es un conglomerado diverso y multifacético que abarca una amplia gama de segmentos especializados, cada uno con características únicas y enfoques distintos en términos de diseño, producción y mercado. Estos segmentos reflejan tanto las preferencias cambiantes de los consumidores como las tendencias socioculturales y económicas. A continuación, se presentan los principales segmentos de la industria de la moda:

### Ropa de alta costura
La alta costura, también conocida como "haute couture", es considerada la expresión más exclusiva y lujosa de la moda. Se caracteriza por la creación de prendas a medida y confeccionadas a mano, utilizando materiales de la más alta calidad y técnicas artesanales. Los diseñadores de alta costura son reconocidos por su creatividad y capacidad para innovar en diseños extravagantes y únicos. Sin embargo, la alta costura es un segmento limitado en términos de producción y acceso, dirigido a una audiencia selecta y con precios extremadamente elevados.

### Prêt-à-porter y moda de lujo
El prêt-à-porter, que significa "listo para llevar" en francés, se refiere a la moda lista para la venta y producción en serie. Este segmento se divide en dos categorías: lujo y alta gama. La moda de lujo se caracteriza por la calidad superior de los materiales, la atención al detalle y el prestigio de la marca. Aunque las prendas no son tan personalizadas como en la alta costura, aún mantienen un alto nivel de calidad y exclusividad.

### Moda rápida
La moda rápida es un segmento que se ha expandido significativamente en las últimas décadas. Se caracteriza por la producción rápida y económica de prendas inspiradas en las últimas tendencias. Las marcas de moda rápida tienen la capacidad de diseñar, producir y distribuir nuevas colecciones en un corto período de tiempo, lo que les permite adaptarse rápidamente a las demandas cambiantes del mercado. Sin embargo, este segmento ha sido objeto de críticas por su impacto en la sostenibilidad y las condiciones laborales en la cadena de suministro.

### Ropa deportiva y activewear
El segmento de ropa deportiva y activewear ha experimentado un crecimiento constante debido al aumento de la conciencia sobre la salud y el bienestar. Las prendas en este segmento se diseñan específicamente para actividades físicas y suelen combinar funcionalidad y estilo. La tecnología de tejidos avanzados y diseños ergonómicos son características comunes en esta categoría.

### Moda Infantil y para adolescentes
Este segmento se enfoca en la moda para niños y adolescentes. Las prendas en este grupo deben ser cómodas, duraderas y adecuadas para el crecimiento y desarrollo de los niños. Las tendencias de moda en este segmento tienden a estar influenciadas por la moda adulta, adaptadas a las necesidades y preferencias de los más jóvenes.

### Moda masculina y femenina
Estos dos segmentos se centran en la moda para hombres y mujeres, respectivamente. Cada uno tiene sus propias características en términos de diseño, estilo y mercado objetivo. Los diseñadores y marcas se esfuerzan por crear colecciones que reflejen las tendencias actuales y las preferencias de género.

### Accesorios y complementos
Los accesorios y complementos son elementos esenciales en la industria de la moda. Incluyen una amplia gama de productos como bolsos, calzado, joyería, gafas y bufandas. A menudo, los accesorios pueden transformar un atuendo básico en algo único y personalizado, y las marcas dedican una atención especial a estos elementos en sus colecciones.

## Diseño y desarrollo
El proceso de diseño y desarrollo de productos en la industria de la moda es una fase esencial que abarca desde la concepción de ideas creativas hasta la creación de prendas y accesorios listos para el mercado. Esta etapa combina la creatividad artística con la planificación estratégica y la ingeniería para convertir visiones de diseño en productos comerciales que satisfagan las necesidades y deseos del público consumidor.

### Investigación de Tendencias y Análisis de Mercado
El proceso de diseño y desarrollo comienza con una exhaustiva investigación de tendencias y un análisis detallado del mercado. Los diseñadores, junto con equipos creativos y analistas de mercado, investigan fuentes diversas como pasarelas de moda, revistas especializadas, redes sociales y blogs influentes. Esta exploración permite identificar patrones emergentes, influencias culturales y preferencias del consumidor. Datos demográficos y de comportamiento del mercado también son analizados para comprender cómo las tendencias podrían ser recibidas por el público objetivo.

### Diseño Conceptual y Creación de Prototipos
Una vez que las tendencias y las preferencias del mercado han sido identificadas, los diseñadores comienzan a crear conceptos y bocetos que materializan sus ideas creativas. Estos conceptos evolucionan hacia diseños más detallados que incluyen elementos como siluetas, colores, texturas y detalles ornamentales. La tecnología moderna, como el diseño asistido por computadora (CAD), permite a los diseñadores crear representaciones visuales precisas de sus ideas, facilitando la comunicación entre equipos creativos y la producción.

### Selección de Materiales y Tejidos
La elección adecuada de materiales y tejidos es esencial para lograr la calidad y el aspecto deseados de la prenda. Los diseñadores trabajan en colaboración con expertos en textiles para seleccionar los materiales que mejor se ajusten a sus diseños y cumplan con los requisitos funcionales y estéticos. Consideraciones como la textura, la durabilidad, la elasticidad y la estacionalidad guían esta elección. Los avances en la investigación de textiles también permiten la integración de materiales innovadores y sostenibles.

### Patronaje y Confección
El proceso de patronaje implica la creación de patrones precisos que servirán como guía para cortar y coser las piezas de la prenda. Los patrones se ajustan minuciosamente para garantizar un ajuste exacto y cómodo. Posteriormente, las piezas de tela se cosen juntas para formar la prenda final. La habilidad artesanal y la atención a los detalles son vitales en esta etapa, ya que contribuyen a la calidad y al acabado del producto.

### Pruebas y Ajustes
Una vez ensamblada la prenda, se somete a pruebas rigurosas para evaluar su ajuste, comodidad y funcionalidad. Los probadores utilizan las prendas en diferentes situaciones para identificar posibles áreas de mejora. Los comentarios de los probadores, así como la retroalimentación de los diseñadores y técnicos, guían los ajustes necesarios para asegurarse de que la prenda cumpla con los estándares de calidad y satisfaga las expectativas del consumidor.
- Datos: Q11828862
- Multimedia: Clothing industry / Q11828862